# L'Été des quatre rois
L'Été des quatre rois est un roman de Camille Pascal paru le 30 août 2018 aux éditions Plon et ayant reçu le 25 octobre la même année le grand prix du roman de l'Académie française.

## Histoire
Le 25 octobre 2018, le roman remporte le Grand prix du roman de l'Académie française au troisième tour de scrutin avec treize voix contre sept à Alain Mabanckou pour Les cigognes sont immortelles et deux à Thomas B. Reverdy pour L'Hiver du mécontentement. Le roman a également été retenu jusque dans la deuxième sélection du prix Interallié.

## Résumé
L'Été des quatre rois. Juillet-août 1830, la France a connu deux mois uniques dans son histoire avec la succession sur le trône de Charles X, Louis XIX, Henri V et Louis-Philippe. Dans cette fresque foisonnante, à l'écriture ciselée, tandis que le peuple de Paris s'enflamme, on assiste à l'effondrement d'un monde. Des Trois Glorieuses à l'avènement de la monarchie de Juillet, Camille Pascal nous plonge dans le roman vrai de la révolution de 1830.

## Réception critique
« Dans ce livre précis et élégant, nourri aux meilleures sources, l'érudition de l'écrivain le cède courtoisement au brio d'un écrivain qui adopte un ton de mémorialiste avec un naturel troublant.
Élégance, érudition, ces qualités ne sont-elles pas une bonne nouvelle dans cette rentrée littéraire ? » Etienne de Montéty / Le Figaro littéraire
« L’été des quatre rois est un magnifique traité de décomposition politique. On y voit l’histoire par le trou de la serrure, comme si on y était, parce qu’on est avec les témoins. »  Jean-Louis Thiériot/ Le Figaro Histoire
« Le roman vrai de la cruauté du pouvoir, avec ses héros et ses bouffons. » François d’Orcival/ Valeurs Actuelles
« Une bascule entre deux mondes que les principaux protagonistes ne réalisent pas, dans un éloignement dû au pouvoir que retranscrit à merveille Camille Pascal. » Cnews Matin
« Une fresque haute en couleur. » Gilles Martin-Chauffier/ Paris Match
« Dans un roman historique éblouissant, Camille Pascal raconte un monde qui ne veut pas mourir. Et l’accouchement difficile de celui qui lui succède. » Jean-Christophe Buisson / Le Figaro Magazine

## Éditions
- Éditions Plon[2], 2018  (ISBN 978-2259248433)